# Arctia lusitanica
Arctia lusitanica är en fjärilsart som beskrevs av Arnold Spuler 1906. Arctia lusitanica ingår i släktet Arctia och familjen björnspinnare. Inga underarter finns listade i Catalogue of Life.